# Михан, Джон Сильва
Джон Сильва Михан (6 февраля 1790 — 24 апреля 1863) — американский издатель,  с 1829 года по 1861 гг.  - четвёртый библиотекарь Конгресса США.

## Биография
Михан, член Демократической партии США, был назначен библиотекарем Конгресса президентом Эндрю Джексоном, заменив на этом посту активиста партии вигов Джорджа Уоттерстона, который выступал против Эндрю Джексоном.
Во время пребывания Михана на должности вел консервативную политику управления библиотекой. Он и его сторонники из Конгресса выступали за ограничение размера библиотеки. Многие функции библиотеки при его руководстве были переданы другим государственным органам. 
В 1851 году пожар уничтожил 35 000 томов, включая две трети материалов, первоначально предоставленных президентом Томасом Джефферсоном, деньги, выделенные Конгрессом на восстановление, были использованы исключительно для замены утерянных материалов, а не для расширения. Джон Михан предоставил небольшую коллекцию периодических изданий для ознакомления в Конгрессе, которая, под руководством более поздних библиотекарей, стала отделом периодических изданий.
Михан служил при девяти президентах. Несмотря на оппозицию Конгресса, президент Авраам Линкольн заменил Михана сторонником республиканцев Джоном Стивенсоном.